# Leucopis svetlanae
Leucopis svetlanae är en tvåvingeart som beskrevs av Tanasijtshuk 1986. Leucopis svetlanae ingår i släktet Leucopis och familjen markflugor.
Artens utbredningsområde är Turkmenistan. Inga underarter finns listade i Catalogue of Life.